# Taylor Ruck
Taylor Ruck (Kelowna, 28 mei 2000) is een Canadese zwemster. Ze vertegenwoordigde haar vaderland op de Olympische Zomerspelen 2016 in Rio de Janeiro.

## Carrière
Op de wereldkampioenschappen zwemmen jeugd 2015 in Singapore behaalde Ruck de gouden medaille op zowel de 100 als de 200 meter vrije slag en de bronzen medaille op de 200 meter rugslag. Daarnaast behaalde ze een gouden, een zilveren en een bronzen estafettemedaille.
Op de Canadian Olympic Swimming Trials 2016 kwalificeerde de Canadese zich, op de 4x200 meter vrije slag, voor de Olympische Zomerspelen 2016 in Rio de Janeiro. In Brazilië veroverde ze samen met Sandrine Mainville, Chantal van Landeghem en Penelope Oleksiak de bronzen medaille op de 4x100 meter vrije slag. Op de 4x200 meter vrije slag legde ze samen met Katerine Savard, Brittany MacLean en Penelope Oleksiak beslag op de bronzen medaille. Samen met Kylie Masse, Rachel Nicol en Noemie Thomas zwom ze in de series van de 4x100 meter wisselslag, in de finale eindigden Masse en Nicol samen met Penelope Oleksiak en Chantal van Landeghem op de vijfde plaats.

## Internationale toernooien
| Jaar | Olympische Spelen                                                                        | WK langebaan | WK kortebaan  | PanPacs | Gemenebestspelen | Pan-Ams |
| ---- | ---------------------------------------------------------------------------------------- | ------------ | ------------- | ------- | ---------------- | ------- |
| 2016 | 4x100m vrije slag · 4x200m vrije slag · 5e 4x100m wisselslag · Ruck zwom enkel de series |              | 6-11 december |         |                  |         |

## Persoonlijke records
Bijgewerkt tot en met 5 april 2016
Langebaan
| Afstand         | Tijd    | Datum            | Plaats    |
| --------------- | ------- | ---------------- | --------- |
| 100m vrije slag | 53,92   | 27 augustus 2015 | Singapore |
| 200m vrije slag | 1.57,87 | 30 augustus 2015 | Singapore |
| 400m vrije slag | 4.09,93 | 5 april 2016     | Toronto   |
| 100m rugslag    | 1.00,61 | 25 augustus 2015 | Singapore |
| 200m rugslag    | 2.09,49 | 27 augustus 2015 | Singapore |